# Pierre Schunck
Pierre Schunck (Heerlen, 24 maart 1906 - Kerkrade, 2 februari 1993) was afkomstig uit de familie Schunck, die een warenhuis in Heerlen bezat. Hij was vooral bekend als Nederlands verzetsstrijder tijdens de Tweede Wereldoorlog in zijn woonplaats Valkenburg. Na de oorlog vestigde hij op het toen nog noodlijdende Bonaire de eerste industrie in de vorm van een textielfabriek voor werkkleding t.b.v. de olie-industrie in Venezuela en op de naburige eilanden Curaçao en Aruba. Dat was de eerste aanzet voor de economische opleving van het eiland, waar toen nog een groot overschot van alleenstaande werkeloze vrouwen bestond.

## Jeugd en opleiding
Geboren in Heerlen als oudste zoon van Peter Joseph Schunck en Christine Cloot.
Als scholier gaf hij bijles aan Sinti-kinderen in het Heerlens woonwagenkamp van de Heksenberg (in een heidegebied bij de wijk Heksenberg). De franciscaan Justus Merks van het Woonwagenliefdewerk was de zielzorger en de drijvende kracht daarachter. Schunck werd er getuige van de voortdurende discriminatie van de Sinti en andere woonwagenbewoners al lang voor de bezetting. Het Woonwagenliefdewerk werd bijvoorbeeld in een vergadering van Gedeputeerde Staten in 1931 beschuldigd: „het Liefdewerk werkt onbewust in de hand, dat de menschen in de woonwagens blijven, en erger, er in trekken.“ Dit zou grote invloed op zijn verdere leven hebben.
Na zijn studie aan de hogere textielschool in Enschede koos hij ervoor, eveneens franciscaan te worden, mede geïnspireerd door Justus Merks. Hij volgde de priesteropleiding in Megen bij Nijmegen en Hoogcrutz aan de zuidrand van Zuid-Limburg, maar verliet die opleiding weer vóór de priesterwijding.

## Zakelijke activiteiten vóór en tijdens de oorlog
Na zijn kloostertijd leidde hij vanaf de jaren dertig in opdracht van de Fa. Schunck (= zijn vader) een wasserij in Valkenburg. Daar leerde hij zijn vrouw Gerda Cremers kennen. Zij trouwden op 03-10-1936 in Valkenburg. Zij werden er lid van de Katholieke Actie waar zeer gewaarschuwd werd voor de (morele) gevaren van het nationaalsocialisme.
Oprichting van het confectiebedrijf „De Molen“ op 1 januari 1943, midden in de oorlog. Vennoten: Peter J. Schunck en zijn zoon Pierre Schunck, die tevens directeur werd. Als bedrijfsleider werd een onderduiker aangesteld, die er werkte onder de naam Jan Langeveld. Zijn werkelijke naam was Lex Israëls. Doel was de productie van mijnkleding, die tot dan in het Glaspaleis had plaatsgevonden. De bezetters hadden gedreigd, de concessie aan zijn vader voor de vervaardiging in te trekken, omdat Peter Schunck om principiële redenen niet voor de Wehrmacht wilde werken. Er werd een voormalige stoom-graanmolen aan de Geleenstraat aangekocht van de Jood Max Salm, die daarmee waarschijnlijk zijn vlucht wilde bekostigen en inbeslagneming voorkomen.
Tijdens de bezetting werd daar ook veel kleding voor onderduikers gemaakt.
De naam van het bedrijf werd in 1947 gewijzigd in SKIL, Schunck‘s Kleding Industrie Limburg.
In 1948 vertrok Pierre Schunck naar Bonaire, zie hieronder.

## Verzetsactiviteiten
Vanaf het begin van de Duitse bezetting ondernam hij enkele incidentele acties, die nog niet als echt verzet, maar meer als burgerlijke ongehoorzaamheid kunnen worden beschouwd.
- Met enkele anderen uit de wasserij verschafte hij op 10 mei 1940, de eerste dag van de bezetting, burgerkleding aan Nederlandse militairen, die niet in krijgsgevangenschap wilden. Hun wapens werden begraven.
- Met een buurman stelde hij eigendommen van Jezuïeten veilig, die uit hun klooster waren verdreven omdat daar een school van de SS zou worden ingericht.
- Om de nationaalsocialistische Winterhulp vóór te zijn, werd met behulp van de keukeninrichting van het klooster door Pierre Schunck en de Katholieke Actie op de zolder van de wasserij een gaarkeuken voor kinderen ingericht. Boeren uit de omtrek leverden voedsel, dat zij door fraude met opbrengstcijfers achter konden houden. Zo legde Pierre Schunck de eerste waardevolle contacten voor de latere onderduikershulp met boeren, die bereid waren, iets te doen.

Omdat het begraven van de wapens was aangegeven door iemand die geld nodig had, kwam er in de vroege lente 1942 een razzia op zijn terrein. Door de ondersteuning van de meeste aanwezigen, waaronder de politieman die moest graven en „niets kon vinden“, liep alles met een sisser af. Maar dit betekende een keerpunt, Schuncks verzet nam georganiseerde vormen aan.

### Oprichting L.O.-district Heerlen
In het bedrijf De Molen in Heerlen, waarvan Schunck directeur was, nam hij een Joodse onderduiker uit Amsterdam aan, die er onder valse naam kon komen wonen en werken, zie hierboven. Hij werd kort daarna aangesproken door een kapelaan Berix uit Heerlen, die al langer aan verzet deed en werkkleding voor onderduikers zocht. Hij kon als tegenprestatie aan betere papieren voor Schuncks onderduiker komen. Zij werden vrienden en waren beide tijdens een van de eerste dagen van september 1943 medeoprichters van het district Heerlen (LO-H18) van de Landelijke Organisatie voor Hulp aan Onderduikers, afgekort L.O. Die oprichting vond plaats in de ambtswoning van de zielzorger van het Heerlense ziekenhuis, rector Nic Prompers. Dat ziekenhuis werd het verzetscentrum het district Heerlen. Chefarts was dr Karel van Berckel, die de oorlog niet heeft overleefd. De onderduikershulp was in Heerlen aanvankelijk opgezet door de kleine en hechte gereformeerde gemeente. Allengs sloten zich alle groepen samen. Ook met verschillende sabotagegroepen in de mijnen ontstond een goede samenwerking. Uit die groepen ontstonden de knokploeg Heerlen (en daaruit weer de knokploeg Zuid-Limburg evenals de groep Bongaerts rond brandweercommandant Charles Bongaerts. Zij allen werkten steeds nauwer samen.

### Duikherberg
Pierre Schunck was afkomstig uit en werkte in Heerlen, maar hij woonde in Valkenburg.
Hij hoorde in 1942 van Berix, dat niet ver van zijn woning, aan de Meerssenerbroek tussen Geulhem en Meerssen, een kapelaan Geelen onderduikers verborgen hield in een ondergronds gangenstelsel dat behoorde tot een open kalkgroeve die eigendom was van Schuncks vader, Peter Joseph Schunck. Volgens Geelen was het voltallige personeel volkomen betrouwbaar. Op één na: Heinrich S., een schoonzoon van Peter Joseph Schunck, die er directeur was. Hij was Duitser en om carrièreredenen een vooraanstaand lid van de Duitse NSDAP in Heerlen. Dat een Duitse partijfunctionaris directeur was, vond Berix juist een pluspunt. De Duitse autoriteiten zouden jegens deze plaats nooit argwaan krijgen. Uit nadere informatie bij het personeel naar de activiteit van S. bleek bovendien: „Binnen, in de onderaardse grotten komt hij nooit en hij weet er ook niet de weg.“ Peter Schunck, de vader van Pierre Schunck en eigenaar van de grot, moest er eens een groep Duitse officieren rondleiden. Na een tijd stootte hij met zijn stok tegen het plafond, waarbij een paar brokken kalksteen naar beneden vielen, met de opmerking: „We kunnen maar beter teruggaan, want vanaf hier staat de zaak op instorten!“ Die Herren waren het daar volkomen mee eens.
Peter Schunck heeft nooit gevraagd, waarom zijn zoon Pierre zich voor dat gangenstelsel interesseerde, maar willigde diens verzoek in, Louis Horsmans, een broer van de verzetsman kapelaan Horsmans als plaatsvervanger van Heinrich S. aan te stellen, omdat die het elders immers te druk had. Zij begonnen een tweede onderaardse schuilplaats aan te leggen (In de eerste zaten de jongens van Kapelaan Geelen). Door medewerkers van de Provinciale Limburgse Elektriciteits-Maatschappij werd er clandestien elektriciteit aangelegd De matrassen haalden Schunck en Berix uit het Heerlense ziekenhuis, met medeweten van de daar werkzame nonnen. Zie voor de betekenis van dat ziekenhuis voor het verzet het artikel over de chefarts Karel Clemens van Berckel.
In de loop van 1943 kwam de schuilplaats voor rond 20 mensen gereed en kreeg de naam duikherberg. De voedselverzorging werd via de bovengenoemde gaarkeuken voor kinderen op de zolder van de wasserij geregeld. Daar werd het voedsel door boeren uit de omgeving geleverd, buiten het bonnensysteem om, zie hierboven. Gerda Schunck-Cremers (de vrouw van Pierre Schunck) kookte daarmee het eten voor de mensen in de grot. Dat werd door de week door iemand van het kalkbedrijf afgehaald, in de weekends bracht Pierre Schunck het met de fiets daarheen. Ook andere vrouwen kookten voor de onderduikers „in de grot“.
Hier konden onderduikers terecht in afwachting van een definitieve plek. Later, nadat het contact met de Landelijke Organisatie was gelegd, ging het ook om neergestorte geallieerden, tot ze verder konden op de pilotenlijn (Een van de namen voor de vluchtroutes). Via de L.O. had Pierre Schunck daarvoor contact met de franciscaner pater Beatus (Gerard van Beckhoven) aan wie hij burgerkleren had aangemeten. Die had onder andere voor ontsnapte Franse krijgsgevangenen een route via het grensgehucht Hoogcruts georganiseerd, waar ook Pierre Schunck als student had gezeten.
Tot de zomer van 1944 bleef de duikherberg in gebruik. In het voorjaar van dat jaar waren de Duitsers begonnen met de inrichting van de vlakbij gelegen Bronsdalgroeve als bomvrije revisiewerkplaats voor BMW 801 vliegtuigmotoren. De LO bezorgde ook aan de onderduikers van kapelaan Geelen veiligere duikadressen, maar die waren daar niet echt gelukkig mee. Het werk begon er in Augustus. Maar toen was de oorlog in Valkenburg al bijna voorbij.

### Het rayon Valkenburg
De duikherberg was na een aanloop gestart in 1943, toen er nog geen uitgebreid netwerk bestond. Door het ontstaan van het district Heerlen en vooral door de aansluiting bij het landelijk netwerk van de L.O. en de groeiende stroom onderduikers werd de oprichting van het rayon Valkenburg nodig. Bij de oprichting van het rayon Valkenburg nam Pierre Schunck de deknaam „Paul Simons“ aan. De meesten namen een schuilnaam aan, waarvan de initialen met die van de echte naam overeenkwam, want men had in die tijd vaak dingen met de eigen initialen op zak, vaak als cadeautje o.i.d., bijvoorbeeld een sigarettenetui of een zakdoek. Een beroemd voorbeeld: de organisator van de Franse résistance Jean Moulin had o.a. de schuilnamen Joseph Mercier en Jacques Martel.
Bij de werving van „duik-ouders“ onder de boeren speelde de bovengenoemde gaarkeuken voor de kinderen een belangrijke rol. De eerste onderduikers waren jonge mannen, die niet voor de Arbeidsinzet naar Duitsland wilden. „Bij ons zijn 143 namen bekend, die wij door (gestuurd) gekregen hebben. Onbekend zijn het er meer, van jongens die daar al rondzwierven en die wij toen officieel bij boeren te werk gesteld hebben en in bedrijven in Valkenburg, in hotels vooral.“ Schunck zocht per parochie een duikhoofd aan. In stedelijke gebieden heetten die „wijkhoofden“. Zij zochten duikadressen en bleven daarvoor de contactpersonen met het rayon. In Valkenburg zelf waren er twee duikhoofden.
Valkenburg ligt tussen de steden Maastricht en Heerlen, maar het Valkenburgse verzet had in veel opzichten meer met Heerlen te maken. Toch bleef het rayon Valkenburg voorlopig autonoom. Pas in januari 1944, na moeilijkheden met Maastricht, waar men genoeg met zichzelf te doen had, sloot het zich bij het district Heerlen aan.

### Gewapende groepen
De LO had duidelijk een andere, meer decentrale structuur dan de vroegere verzetsgroepen, die door militairen waren opgericht. Een voorbeeld was de Groep Erkens. Die oorspronkelijke verzetsgroepen waren in Zuid-Limburg inmiddels bijna allemaal door de Duitsers opgerold in het kader van het Hannibaspiel, een infiltratie van de Marine-Abwehrstelle Groningen in het grensgebied van Limburg en Luik. De tijd was rijp voor meer civiel verzet.
Valkenburg had geen militaire doelen, zodat effectief verzet alleen al daarom vooral uit hulp aan vervolgden moest en kon bestaan. Sabotage en dergelijke had voorlopig minder zin. Dat zou bij het naderen van de bevrijders weer veranderen, zie de paragraaf over inlichtingen.
Daarvóór diende de knokploeg, dus de gewapende arm van de L.O., ook in Valkenburg vooral de ondersteuning van het onderduikerswerk.
De inzet van die gewapende groepen begon in Limburg pas vrij laat. Want ook in Valkenburg lukte het, een netwerk van verbindingen tot stand te brengen met distributie- en gemeenteambtenaren (Hein Cremers, Guus Laeven en vooral Willem Freysen), met Lambert Brands van de Centrale Crisis Controle Dienst (C.C.D.) en het plaatselijk voedselbureau, met enkele politiemensen en andere overheidsdiensten. Daardoor ontbrak de noodzaak zich met geweld de benodigde goederen en bescheiden te verschaffen. Bovendien vonden veel onderduikers onderdak in de door de Duitsers gevorderde hotels en op het platteland en hadden daarom ook zonder bonnen genoeg te eten.
Het plegen van overvallen genoot voorlopig dus geen prioriteit. Toen er in 1944 desondanks behoefte aan ontstond, gebeurde dat in overleg met twee ambtenaren ter plaatse. Door die hulp van binnenuit konden de risico's beperkt blijven. Zie verder hieronder: #Overval op het distributiekantoor.

### Joden en Sinti in Valkenburg
Voor de oorlog waren er enkele Sinti-families die door Zuid-Limburg rondtrokken. Zij hadden meestal standplaatsen ver buiten de bewoonde wereld, zoals de bovengenoemde Heksenberg.
Vanaf 1 juli 1943 gold in Nederland voor alle woonwagens een absoluut trekverbod, zonder dat er verschil werd gemaakt of de bewoners tot de „zigeuners“ genoemde groep behoorden of niet. In Limburg waren dat uitsluitend Sinti.
Al vóór de oorlog hadden plannen bestaan om alle woonwagens te concentreren op een klein aantal verzamelkampen. De wagens in Zuid-Limburg, vanaf Echt en Roosteren zuidwaarts, 44 in totaal, moesten naar Maastricht. Daardoor zijn er vanuit Valkenburg geen Sinti gedeporteerd.
De joodse gemeente Valkenburg telde in 1940 19 gezinnen met 64 leden. Op een paar plaatsen in Zuid-Limburg is geprobeerd zoveel mogelijk Joden tot onderduiken te bewegen, bijv. door dominee H. Bouma in Brunssum, gemeenteambtenaar Willy Sangers in Beek, de huisarts P.J. Snijders in Nieuwenhagen en in Valkenburg door Pierre Schunck. Dat is wat betreft Valkenburg niet gelukt, hoewel onderduikplaatsen geregeld waren, waaronder in het ziekenhuis van Heerlen. Men wilde en kon eenvoudig niet geloven, dat de geruchten over de vernietigingskampen klopten. Veel Joden dachten wel, dat een nieuw soort Babylonische ballingschap op komst was, maar niet aan industriële massamoord. Zo bijvoorbeeld het bejaarde echtpaar Soesman-Horn, voormalige buren van Gerda Schunck-Cremers. Zij en haar man Pierre hebben hen gesmeekt, dat ze toch van de mogelijkheid tot onderduiken gebruik zouden maken.
Er waren in Valkenburg twee grotere tegen de Joden gerichte arrestatiegolven. De eerste op 25 augustus 1942 (32 personen krijgen een oproep, waaraan 16 gehoor geven) en op 10 november worden 8 personen zonder waarschuwing thuis gearresteerd. Verder waren er nog individuele arrestaties. Van de 43 gedeporteerden overleeft maar één persoon. Van de Joodse Valkenburgers hebben er 44 de oorlog als onderduikers overleefd. In de database op Personen in Valkenburg 40-45 worden 45 overlevende Joden geteld, maar daar is ook de bovengenoemde onderduiker in Heerlen bij.

### Overval op het distributiekantoor
In Valkenburg bevonden zich veel onderduikers. Precieze aantallen zijn niet bekend. Het verzet verleende aan de hun bekende onderduikers hulp in de vorm van distributiebescheiden en zo nodig en mogelijk ook met persoonsbewijzen en geld. Een onbekend aantal was op eigen houtje ondergedoken, met behulp van buren en familie. Ook die gevallen probeerde men te achterhalen en zo nodig te ondersteunen. Om voor de onderduikers de nodige distributiebescheiden te verschaffen, werd op het distributiekantoor van de kring Valkenburg een grote hoeveelheid daarvan maandelijks verduisterd, zodat ook andere rayons daarmee verzorgd konden worden. Toen dat dreigde op te vallen, nam ambtenaar Willem Freysen contact met Pierre Schunck op, en die op zijn beurt met de knokploeg Zuid-Limburg. De bedoeling was, bij het distributiekantoor binnen te dringen en er zoveel wanorde aan te richten, dat de activiteiten van Freysen en zijn collega Willems niet meer zouden opvallen. Op 22 juni reed de KP-Zuid-Limburg voor met een onopvallend gepantserde brandweerwagen van de KP Sittard en een wagen, die zij van de Oranje-Nassau-mijn hadden geleend. Een brandweerwagen viel natuurlijk niet onder de avondklok. Zij hadden het geluk, dat juist de dag tevoren een voorraad van distributiebescheiden voor twee maanden was geleverd.
„Dit alles lukte en de N.S.B.'er die er als nachtwaker was aangesteld werd knock-out geslagen en op de W.C. opgesloten. De bonnen werden voor één nacht door mevrouw Jaspers bewaard in een huis in Klimmen.“ De volgende dag werden de zakken verder vervoerd door Pierre Schunck onder een laag stro „voor het paard“ met daarop een paar van zijn kinderen.

### Inlichtingen
Schunck was medewerker van de inlichtingengroep ID18, die in actie kwam bij het naderen van de geallieerden. Zoals het nummer 18 al aangeeft, hoorde die groep bij het district Heerlen (Z18) van de LO en was opgericht door Theo Goossen (Harry van Benthum), rayonleider van Kerkrade en na het verraad van Weert een tijd lang leider van het overkoepelend district Heerlen. Door Cammaert is gewezen op de grote effectiviteit van die inlichtingendienst, wat hij verklaart door het feit dat die vanuit het lokale verzet is ontstaan en niet van buitenaf ingevoerd. Een eenvoudig voorbeeld: „Van tijd tot tijd gingen ze door het front om de Amerikanen te informeren en als gids te dienen. Brouwers vertelde de Amerikanen onder meer dat de kerktoren van Klimmen als uitkijkpost diende. De toren werd prompt onder vuur genomen.” Schunck was de verbindingsman van Goossen in Valkenburg.

### Tijdens de bevrijding
Toen de Amerikanen (Old Hickory divisie) naderden nam ook hij direct contact op en maakte een afspraak, om ze Valkenburg in te gidsen. Hij werd op de motorkap van de eerste jeep gezet en zo rolden ze met afgezette motor het stadje binnen. Het doel daarvan mislukte: de achtergebleven Duitsers bliezen da laatste intacte Geulbrug op. Daarmee was het zuidelijk deel van Valkenburg bevrijd. Tijdens het daarop volgende dagenlange artillerieduel tussen de Amerikaanse en Duitse troepen verliep het front tussen 14 en 17 september 1944 langs de Geul, dwars door Valkenburg.
De geëvacueerde bevolking lijdt nood
De meeste Valkenburgers zaten intussen verscholen in de reeds bevrijde historische gangenstelsels van de kalksteengroeven, ter plaatse meestal mergelgrotten genoemd. Daar begon een nijpend tekort aan alles te ontstaan, zodat Pierre Schunck van de Amerikaanse commandant een jeep met chauffeur ter beschikking kreeg, om door het zojuist bevrijde gebied naar het Militair Gezag in Maastricht te rijden. Daar vroeg en verkreeg hij hulp: „Het vervoer bleek een grote vrachtwagen der ENCI cementfabriek te zijn. Brood kwam van de Maastrichtse Broodfabriek, in een bestelwagen van een plaatselijke drogist. De voeding was dus klaar. Na een paar dagen kwamen van het Rode Kruis een arts, een verpleger, een paar officieren en ettelijke journalisten.“

### Officier voor personeelszaken van de Limburgse Stoottroepen
Zuid-Limburg was pas voor de helft bevrijd, toen de leider van de Limburgse knokploegen, Jacques Crasborn, zijn adjudant Bep van Kooten naar het hoofdkwartier van de zojuist opgerichte Binnenlandse Strijdkrachten, met prins Bernhard als bevelhebber, stuurde. Van Kooten werd door hem tot organisator en bevelhebber van het commando Stoottroepen in Limburg.
Op 19 september 1944 was hij in Maastricht terug waar hij onmiddellijk met het rekruteren begon.
Van Kooten stelde daarvoor Pierre Schunck als officier voor personeelszaken van de Limburgse Stoottroepen aan. Die verkoos echter in tegenstelling tot bijvoorbeeld Van Kooten en Crasborn niet voor een loopbaan als beroepsmilitair en keerde na enige tijd in zijn gezin en zijn bedrijf terug.

### Interviews en andere herinneringen na de oorlog
Na de oorlog heeft Pierre Schunck interviews gegeven en herinneringen over die tijd opgeschreven. Deze documenten vormden het begin van een webpagina over het verzet in en om Valkenburg. Ze zijn aangevuld met informatie uit andere bronnen.
Aan Pierre Schunck werd het Verzetsherdenkingskruis toegekend.

## Bonaire
In 1948 vertrok Pierre Schunck naar Bonaire waar hij in opdracht van enkele familieleden, waaronder zijn vader, een confectiefabriek voor werkkleding vestigde, voornamelijk ten behoeve van de petroleumindustrie in Venezuela en op de naburige eilanden. De biografie van Pierre Schunck is zo ook een onlosmakelijk deel van de geschiedschrijving van het toen nog zeer noodlijdende Bonaire.
Het idee ontstond bij een gesprek tussen de Curaçaose Shell-directeur Bloemgarten en de vader van Pierre Schunck: Het toeval wilde dat een Shell-directeur Bloemgarten naar zijn geboorteplaats Heerlen kwam en bij Papa informeerde over een Joodse geloofsgenoot Salm (van wie Papa de Molen had gekocht). Zodoende kwam het gesprek over de Molen en over mij. Bloemgarten bracht Papa op het idee van een vestiging in de Antillen. In die tijd heerste in West-Europa grote bezorgdheid omtrent de plannen van Jozef Stalin, van wie men aannam, dat hij ook West-Europa in zijn invloedssfeer wilde inlijven. Dus, zo redeneerden enkele familieleden van Pierre Schunck, dan moet Pierre vooruit worden gestuurd naar het Caribisch deel van het koninkrijk, om daar een broodwinning op te bouwen.

### Nieuwe werkgelegenheid
Er heerste in 1948 grote armoede op het eiland: er was nog geen toerisme, veel mannen werkten elders, voornamelijk in de olieraffinaderijen op Curaçao en Aruba of als zeeman. Zo was het een grote uitkomst, dat een bedrijf naar Bonaire kwam, dat juist aan vrouwen werk zou gaan bieden en ze zelf ook daarvoor zou opleiden. Want ook de vrouwen probeerden op de andere eilanden aan de kost te komen. Met de woorden van Pierre Schunck: De autoriteiten van Curaçao hadden de volgende motieven om ons te wijzen op Bonaire. Het eiland is noodlijdend en een vrij grote passiefpost op de Curaçaose begroting. De vrouwelijke bevolking tracht werk te vinden op Curaçao en Aruba en staat daar bloot aan morele gevaren, die voor het Gouvernement moeilijkheden ten gevolge kunnen hebben.
Er was maar voor enkele uren per dag elektriciteit. Een gevolg van die vestiging was, dat de stroomvoorziening op 24 uur werd gebracht. Pierre Schunck schrijft hierover: „De enige handicaps voor onze vestiging aldaar waren: het gemis aan een geschikt gebouw en een elektriciteitsvoorziening overdag. Een elektrische centrale was aanwezig, welke door een particuliere maatschappij geëxploiteerd werd. Technisch was deze centrale in staat ons van elektriciteit te voorzien, doch zij kon niet rendabel voor één bedrijf werken. Het Gouvernement zegde ons bij monde van Zijne Ex. Gouverneur Dr. P. Kasteel toe om deze centrale een deficit-garantie te geven bij levering van dagstroom zulks omwille van het economisch aspect, welke vestiging van klein-industrieën voor Bonaire biedt. Deze toezegging is verstrekt in een supplement van de begroting 1948 via het gebiedsdeel Curaçao.“ Dat deze volledige 24/24 stroomvoorziening een noodzakelijke voorwaarde was voor het opkomend toerisme, behoeft geen betoog.
Aanvankelijk liepen de zaken goed. Zelfs de Java-bode schrijft op 14 juni 1950 over de vestiging van een kantoor in La Victoria in Aragua, ten westen van Caracas, om de verkoop in Venezuela te promoten.

### Faillissement
Er was op Bonaire begonnen met zeventig mensen, maar de bedoeling was, dit uit te breiden tot 120. De aanvankelijke bloei duurde echter slechts kort. Na twee jaren reeds ontstonden er aanzienlijke problemen.
- Er was bijna geen geschoold personeel aanwezig, zodat aanzienlijke loonkosten door de opleiding ontstonden, die jaren zouden aanhouden.[38]
- Er werd geld gestoken in een sociaal project, dat voor die tijd en op die plaats absoluut nieuw was. Pierre Schunck had bij de vestiging op Bonaire vooral de ontwikkeling van het eiland op het oog gehad, terwijl de aandeelhouders bij het begin van de Koude Oorlog vooral hun kapitaal in veiligheid wilden brengen. Dat strookte niet altijd met elkaar. De Amigoe di Curaçao meldt op 28 juli 1951 dat er voor het personeel een door hen zelf te besturen en te beheren voorzieningsfonds in de vorm van een stichting is opgericht met het oog op een verzekering voor de oude dag en uitkeringen bij overlijden. “De ‘N.V. Schunck's Kleding Industrie Bonaire' draagt alle kosten verbonden aan deze sociale voorziening.”[39]
- Het bedrijf verkeerde in opbouw en had een grote behoefte aan investeringen. Bij enkele directieleden van de N.V. A.Schunck waren twijfels gerezen over de levensvatbaarheid van het project. Daardoor werd voor die investeringen dringend benodigd geld van zijn vader geblokkeerd dan wel vertraagd. Er gingen in de tweede helft van 1944 talloze brieven heen en weer tussen Bonaire en Nederland. Daaruit blijkt, dat zowel het bedrijf op Bonaire als de SKIL in Heerlen niet meer rendabel waren, maar ook dat de verschillen in inzicht over de nu te volgen weg met de leiding van de Firma A.Schunck te groot waren.[40]

Een faillissement was onvermijdbaar en kreeg zijn beslag op 11 oktober 1955.
Tijdens de jaarwisseling 1954-1955 vertrok Pierre Schunck van Bonaire. De regering op Curaçao nam de fabriek over en maakte er een werkverschaffingsproject van onder de naam Bonaire Confectiefabriek. De redenering was, dat een verliesgevend werkverschaffingsproject minder kostbaar zou zijn dan de uitkeringen die anders zouden moeten worden betaald.

## Verantwoording
- De bovengenoemde verzetsdaden zijn niet het werk van Pierre Schunck alleen, maar van het gehele rayon Valkenburg en meer, zoals de boven beschreven overval op het distributiekantoor. Omdat er tot dusverre geen pagina over het verzet in het rayon Valkenburg bestaat, komen ook die hier uitgebreid aan bod.
- De humanitaire hulp die de Valkenburgse L.O. verleende, leverde verder doorgaans weinig spectaculair verzet op, en daarover bestaan uiteraard nauwelijks schriftelijke bronnen, anders dan bij de bovengenoemde overval op het distributiekantoor, sabotage, liquidaties en bevrijdingsacties, waarover ook politieverslagen e.d. te vinden zijn.[43] Daarom moeten we het bij de geschiedschrijving over humanitair verzet in de meeste gevallen doen met dit soort autobiografische gegevens. Met de eigen woorden van Pierre Schunck: „… dat er briefjes doorgingen, vond ik verkeerd, er werd te veel geschreven.“[44]